# Hylaeus cervinus
Hylaeus cervinus är en biart som först beskrevs av Warncke 1992.  Hylaeus cervinus ingår i släktet citronbin, och familjen korttungebin. Inga underarter finns listade i Catalogue of Life.